# Lepidium oxycarpum
Lepidium oxycarpum är en korsblommig växtart som beskrevs av John Torrey och Asa Gray. Lepidium oxycarpum ingår i släktet krassingar, och familjen korsblommiga växter. Inga underarter finns listade i Catalogue of Life.